# Coupe du Kazakhstan de football 2014
Navigation
Édition précédente Édition suivante
La Coupe du Kazakhstan 2014 est la 23e édition de la Coupe du Kazakhstan depuis l'indépendance du pays. Elle prend place du 23 avril au 22 novembre 2014.
Un total de 27 équipes prennent part à la compétition, toutes issues des deux premières divisions nationales kazakhes pour la saison 2014.
La compétition est remportée par le Kaïrat Almaty qui l'emporte face au FK Aktobe à l'issue de la finale et gagne sa sixième coupe nationale. Cette victoire permet au club de se qualifier pour le premier tour de qualification de la Ligue Europa 2015-2016 ainsi que pour l'édition 2015 de la Supercoupe du Kazakhstan.

## Premier tour
Les rencontres de ce tour sont jouées le 23 avril 2014 et voient l'entrée en lice de 22 des 27 participants, les équipes exemptées étant les demi-finalistes de l'édition précédente ainsi que le FK Astana, champion national en titre.
| Date          | Club                          | Score | Club                       |
| ------------- | ----------------------------- | ----- | -------------------------- |
| 23 avril 2014 | Baïterek Astana (D2)          | 0 - 4 | (D2) Tobol Kostanaï        |
| 23 avril 2014 | Okjetpes Kökşetaw (D2)        | 1 - 3 | (D1) Kaïrat Almaty         |
| 23 avril 2014 | Kyran Chimkent (D2)           | 4 - 0 | (D2) Akjaïyk Oural         |
| 23 avril 2014 | CSKA Almaty (D2)              | 0 - 3 | (D2) Kyzyljar Petropavl    |
| 23 avril 2014 | FK Ekibastouz (D2)            | 0 - 3 | (D1) Ordabasy Chimkent     |
| 23 avril 2014 | Lachyne Taraz (D2)            | 2 - 0 | (D1) Spartak Semeï         |
| 23 avril 2014 | Jetyssou-Sunkar Kaskelen (D2) | 0 - 2 | (D1) Kaysar Kyzylorda      |
| 23 avril 2014 | FK Bolat (D2)                 | 0 - 2 | (D1) FK Atyraou            |
| 23 avril 2014 | Gefest Saran (D2)             | 4 - 0 | (D1) Jetyssou Taldykourgan |
| 23 avril 2014 | FK Astana-1964 (D2)           | 4 - 0 | (D2) FK Maktaaral          |
| 23 avril 2014 | Kaspiy Aqtaw (D2)             | 1 - 4 | (D1) Vostok Öskemen        |

## Huitièmes de finale
Les rencontres de ce tour sont jouées le 14 mai 2014.
| Date        | Club                     | Score    | Club                    |
| ----------- | ------------------------ | -------- | ----------------------- |
| 14 mai 2014 | Vostok Öskemen (D1)      | 1 - 2 ap | (D1) FK Atyraou         |
| 14 mai 2014 | FK Taraz (D1)            | 3 - 0    | (D1) Ordabasy Chimkent  |
| 14 mai 2014 | Irtych Pavlodar (D1)     | 3 - 1    | (D2) Kyzyljar Petropavl |
| 14 mai 2014 | Tobol Kostanaï (D1)      | 1 - 0    | (D2) Kyran Chimkent     |
| 14 mai 2014 | Kaysar Kyzylorda (D1)    | 0 - 3    | (D1) FK Aktobe          |
| 14 mai 2014 | FK Astana (D1)           | 1 - 0    | (D2) FK Astana-1964     |
| 14 mai 2014 | Kaïrat Almaty (D1)       | 3 - 1    | (D2) Gefest Saran       |
| 14 mai 2014 | Chakhtior Karagandy (D1) | 3 - 0    | (D2) Lachyne Taraz      |

## Quarts de finale
Les rencontres de ce tour sont jouées le 18 juin 2014.
| Date         | Club                     | Score | Club                 |
| ------------ | ------------------------ | ----- | -------------------- |
| 18 juin 2014 | Chakhtior Karagandy (D1) | 1 - 0 | (D1) Irtych Pavlodar |
| 18 juin 2014 | FK Astana (D1)           | 4 - 0 | (D1) Tobol Kostanaï  |
| 18 juin 2014 | FK Atyraou (D1)          | 1 - 3 | (D1) Kaïrat Almaty   |
| 18 juin 2014 | FK Aktobe (D1)           | 2 - 1 | (D1) FK Taraz        |

## Demi-finales
Les demi-finales sont disputés sous la forme de confrontations en deux manches, les matchs aller étant joués le 16 août et les matchs retour le 24 septembre 2014.
| Club               | Score             | Club                     | Aller | Retour   |
| ------------------ | ----------------- | ------------------------ | ----- | -------- |
| FK Aktobe (D1)     | 2 - 2 (4 - 3 tab) | (D1) FK Astana           | 1 - 1 | 1 - 1 ap |
| Kaïrat Almaty (D1) | 4 - 0             | (D1) Chakhtior Karagandy | 2 - 0 | 2 - 0    |

## Finale
La finale de cette édition oppose le FK Aktobe, qui dispute sa troisième finale de coupe, la première depuis sa victoire en 2008, au Kaïrat Almaty, dont il s'agît là de la huitième finale. Disputée le 22 novembre 2014 à l'Astana Arena d'Astana, le Kaïrat l'emporte sur le score de 4-1 et gagne sa sixième coupe nationale.
| ·              |
| Entraîneur :   |
| Vladimír Weiss |

| ·                 |
| Entraîneur :      |
| Vladimir Gazzaïev |

| ·              |
| Entraîneur :   |
| Vladimír Weiss |

| ·                 |
| Entraîneur :      |
| Vladimir Gazzaïev |